# 밥솥

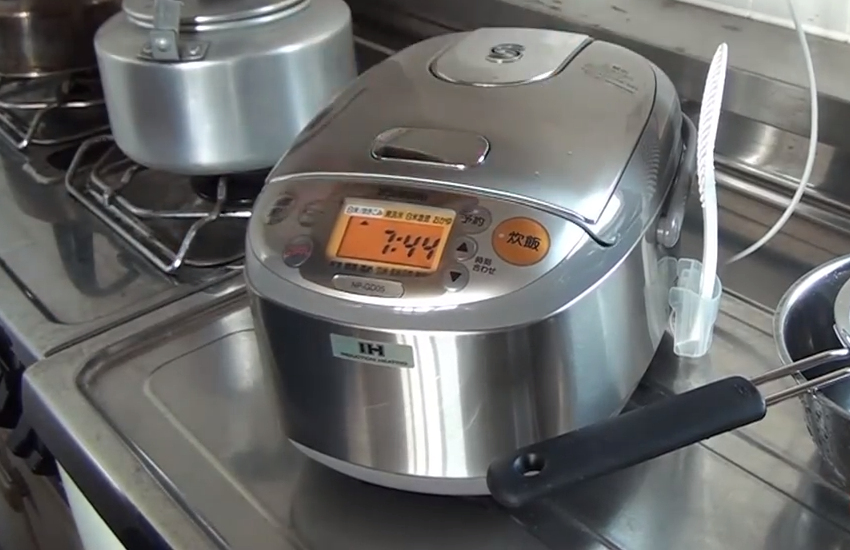
전기밥솥

밥솥(문화어: 밥가마, 영어: rice cooker, rice steamer)은 밥을 하는 주방용품이다. 전기로 작동하는 가전제품은 전기밥솥이라 부른다.

## 원리
전기나 가스를 열원으로 사용하며, 전기밥솥의 경우 밥이 다 지어지면 보온 모드로 자동 전환된다. 밥솥의 내부온도는 물이 있는 동안은 가열해도 물의 비등점(100°C) 이상으로 오르지 않지만, 밥이 다 지어져서 수분이 쌀에 흡수되어 버리면 솥바닥의 온도는 갑자기 상승하기 시작한다. 전기 밥솥은 이처럼 온도가 급격히 상승하는 것을 이용하여 서모스탯을 작용시켜서 전류를 차단시키도록 설계한 것이다.

## 종류

### 가스밥솥
도시가스 혹은 일회용 가스렌지를 이용하여 밥을 한다. 일반 냄비와는 확실히 다른데, 뚜껑에 증기를 배출하는 부분이 있고 물이 새지 않게 패킹을 하고 뚜껑에 압력을 넣는다. 억지로 문을 닫으려 하지 말고 이가 잘 안맞으면 뺐다가 이를 맞춰 정확히 끼워넣어야 한다. 패킹이 풀어지는 경우가 있다. 밥이 빨리 되고, 전기밥솥보다 찰지고 고소하다.

### 전기밥솥
전기에너지를 열에너지로 변환하여 밥을 한다. 쌀과 물을 넣고 몇 개의 버튼을 누르면 자동적으로 밥을 해 준다. 시간이 지나면 솥뚜껑 위에 있는 증기배출구에서 증기를 빼고 3~5분간 뜸을 들인다. 취사가 끝나면 자동으로 보온을 시작하며, 바이메탈을 이용하여 온도는 일반적으로 70 °C를 유지한다.

## 역사
전기밥솥이 처음으로 상용화된 것은 1950년대 일본에서였다.
대한민국에서는 일본에서 수입해 오면서 전기밥솥을 처음 쓰기 시작했고, 곧이어 자체적으로 밥솥을 개발하기 시작했다.
밥솥의 색깔은 대부분 붉은색과 흰색 계열이 많았는데, 2000년대 후반부터 다른 색의 밥솥이 출시되기 시작했다.
2005년 한 해동안 생산된 밥솥은 8,500만여개이다. 대부분이 한국, 중국, 일본에서 생산되며 생산품 가운데 70%가 중국산이다.

## 위험성
충분히 수증기를 배출하여 압력을 낮추지 않고 뚜껑을 열 경우 폭발과 함께 그로 인한 심각한 화상을 입을 위험이 있다. 반드시 뚜껑의 꼭지를 젓가락이나 긴 물건으로 비틀어 증기를 충분히 뺀 다음에 열어야 한다. 중간에 조리 상태를 확인하겠다고 뚜껑을 열면 폭발한다. 정확히는 고압에 의해 뚜껑이 튀어나와 타박상을 입을 위험이 있으며 또한 고열의 증기가 한꺼번에 뿜어져 나와 화상을 입을 위험도 있다. 그래서 반드시 압력솥 내부의 증기를 다 빼고 열어야 한다. 기름을 사용한 경우 폭발해서 위험해진다.

## 같이 보기
- 가마솥
- 압력밥솥
- 전기찜솥